# ハヤテのごとく! ボクがロミオでロミオがボクで
『ハヤテのごとく! ボクがロミオでロミオがボクで』は、2007年8月23日にコナミデジタルエンタテインメント開発し、発売されたニンテンドーDS専用ゲームソフト。『ハヤテのごとく!』のゲーム第一弾。

## 概要
通常版と特別版の二種類があり、特別版の特典はドラマCD（脚本：武上純希）と白皇学院生徒手帳。ゲーム内容は『ときめきメモリアル』に『実況パワフルプロ野球』や『パワプロクンポケットシリーズ』のサクセスモードで使用されている履歴機能を付けたような作品であり、ミニゲームは『がんばれゴエモン〜ゆき姫救出絵巻〜』に出てきたモグラ叩きや『グラディウス』などのコナミの1980年代中期から1990年代中期までの往年の作品のアレンジ版・自社パロディが多く使用されている。

## スタートボタンのパロディ
スタートボタンは『ツインビー』、『XEXEX』、『グラディウス』、『パロディウス』、「ピロリロリー」の正解音（元々はコナミ作曲作品）、『がんばれゴエモン』のランダムで音が出る。

## ミニゲーム
- ツインビー（ツインビーなし）
- グラディウス（モンスターのみ射撃）
- パロディウス（改良版2種類）
- クォース（ステージ背景は『がんばれゴエモン〜ゆき姫救出絵巻〜』の壁崩しのミニゲームのステージをそのまま使用）

### ストーリー内のミニゲーム
- 紙相撲風ゲーム（音声は『がんばれゴエモン』FC版）
- 紙相撲風ケツ相撲（同上）
- ハムスター叩き(『がんばれゴエモン〜ゆき姫救出絵巻〜』に出たもぐら叩きの改良版)
- 紙飛行機飛ばし
- ゾンビ倒し射的
- 焼きプリンゲーム

### 追加シナリオ
- ハーマイオニーのごとく
- タマのバイト生活
- 裁判生徒会
- 白皇雀士伝説ユキジ